# لیلاس تراکیا
لیلاس تراکیا (انگلیسی: Lilas Traïkia؛ زادهٔ ۶ اوت ۱۹۸۵) بازیکن فوتبال اهل فرانسه است.
از باشگاه‌هایی که در آن بازی کرده‌است می‌توان به اشاره کرد.
وی همچنین در تیم‌های ملی فوتبال France women's national under-19 football team, France women's national under-21 football team، و زنان فرانسه بازی کرده‌است.